# Oratorio dello Sposalizio di Maria
L'oratorio dello Sposalizio di Maria è un antico edificio sacro presente a Camposanto ed appartenente alla sua parrocchia. La costruzione risale almeno al XV secolo.

## Storia
Anticamente esisteva una piccola cappella con dedica a San Giorgio e sussidiaria alla pieve di Solara ma solo nel 1499 venne edificato l'oratorio dedicato alla Natività di Maria Vergine in località Gorzano, considerando la lontananza rispetto alla parrocchiale di Camposanto.
Attorno al 1623 l'oratorio risultava di proprietà della famiglia Estensi Tassoni (che a Ferrara già possedevano palazzo Tassoni Estense) e si trovava a breve distanza dalla parrocchiale di San Nicolò, nella zona a sud del palazzo nobiliare.
Nel 1715 il piccolo edificio venne in parte rivisto sia nella dedicazione sia nelle sue dotazioni da Cesare Visconti Castelbarco, appartenente ad un'altra nobile famiglia che in quel periodo possedeva il castello Visconti Castelbarco a Cislago. 
L'edificio da quel momento fu dedicato a San Giuseppe ed aveva già quasi le forme che ci sono pervenute.
Oltre mezzo secolo più tardi venne eretta la piccola torre campanaria.
All'inizio del XIX secolo l'oratorio passò di proprietà e vi furono momenti non chiari durante le trattative. In quel momento venne definito come dedicato allo "Sposalizio di Maria Vergine con San Giuseppe".
Poco prima della metà del secolo venne aggiunto il piccolo portico davanti alla facciata e alla fine del secolo la proprietà risultava della famiglia Luppi.
Col nuovo secolo subentra la famiglia di Tosatti Vincenzo.
Nel primo dopoguerra vennero eseguiti lavori alla struttura, con l'abbassamento della copertura del tetto. Da questo momento la proprietà sembra passare alla chiesa.